# ديرونة (الحفة)
ديرونة قرية صغيرة في ناحية كنسبا التابعة لمنطقة الحفّة في محافظة اللاذقية. بلغ عدد سكانها 127 نسمة حسب تعداد عام 2004.